# Memoriał Mariana Rosego 1995
Memoriał Mariana Rosego 1995 – 19. edycja turnieju żużlowego, który miał na celu upamiętnienie polskiego żużlowca Mariana Rosego, który zginął tragicznie w 1970 roku, odbyła się 3 czerwca 1995 roku w Toruniu. Turniej, który odbył się w formule par, wygrała para Apatoru Toruń w składzie: Jacek Krzyżaniak i Krzysztof Kuczwalski.

## Wyniki
- Toruń, 3 czerwca 1995
- NCD: Jacek Krzyżaniak – 64,59 w wyścigu 7
- Sędzia: Wiesław Rożek

| Msc. | Drużyna                  | Suma | Zawodnicy                                                 | Pkt.  | Pkt bieg.                      |
| ---- | ------------------------ | ---- | --------------------------------------------------------- | ----- | ------------------------------ |
| 1.   | Apator Toruń             | 23   | Jacek Krzyżaniak Krzysztof Kuczwalski                     | 12 11 | (1,2,3,3,3) (2,3,2,2,2)        |
| 2.   | ZKŻ Zielona Góra         | 18   | Andrzej Huszcza Rif Saitgariejew                          | 3 15  | (0,0,1,2,0) (3,3,3,3,3)        |
| 3.   | Apator Toruń             | 16   | Tomasz Bajerski Grigorij Charczenko                       | 7 9   | (2,1,0,2,2) (3,3,1,1,1)        |
| 4.   | Sparta Wrocław           | 15   | Wojciech Załuski Piotr Baron                              | 6 9   | (3,1,2,0,0) (2,2,1,3,1)        |
| 5.   | Stal Gorzów Wielkopolski | 11   | Marek Hućko Ryszard Franczyszyn                           | 6 5   | (0,2,2,0,2) (1,0,0,1,3)        |
| 6.   | Polonia Piła             | 2    | Mirosław Korbel Jarosław Gała Sławomir Derdziński (Toruń) | 2 0   | (0,1,0,1,0) (u/–) (1,0,3,d4,1) |

Bieg po biegu
1. [64,87] Saitgariejew, Kuczwalski, Krzyżaniak, Huszcza
2. [65,37] Charczenko, Bajerski, Derdziński, Korbel, Gała (u/–)
3. [65,34] Załuski, Baron, Franczyszyn, Hućko
4. [65,59] Kuczwalski, Krzyżaniak, Korbel, Derdziński
5. [65,03] Charczenko, Hućko, Bajerski, Franczyszyn
6. [64,97] Saitgariejew, Baron, Załuski, Huszcza
7. [64,59] Krzyżaniak, Kuczwalski, Charczenko, Bajerski
8. [65,28] Derdziński, Załuski, Baron, Korbel
9. [65,06] Saitgariejew, Hućko, Huszcza, Franczyszyn
10. [64,63] Baron, Bajerski, Charczenko, Załuski
11. [65,10] Krzyżaniak, Kuczwalski, Franczyszyn, Hućko
12. [65,06] Saitgariejew, Huszcza, Korbel, Derdziński (d4)
13. [65,99] Krzyżaniak, Kuczwalski, Baron, Załuski
14. [65,19] Franczyszyn, Hućko, Derdziński, Korbel
15. [65,25] Saitgariejew, Bajerski, Charczenko, Huszcza